# Pesa

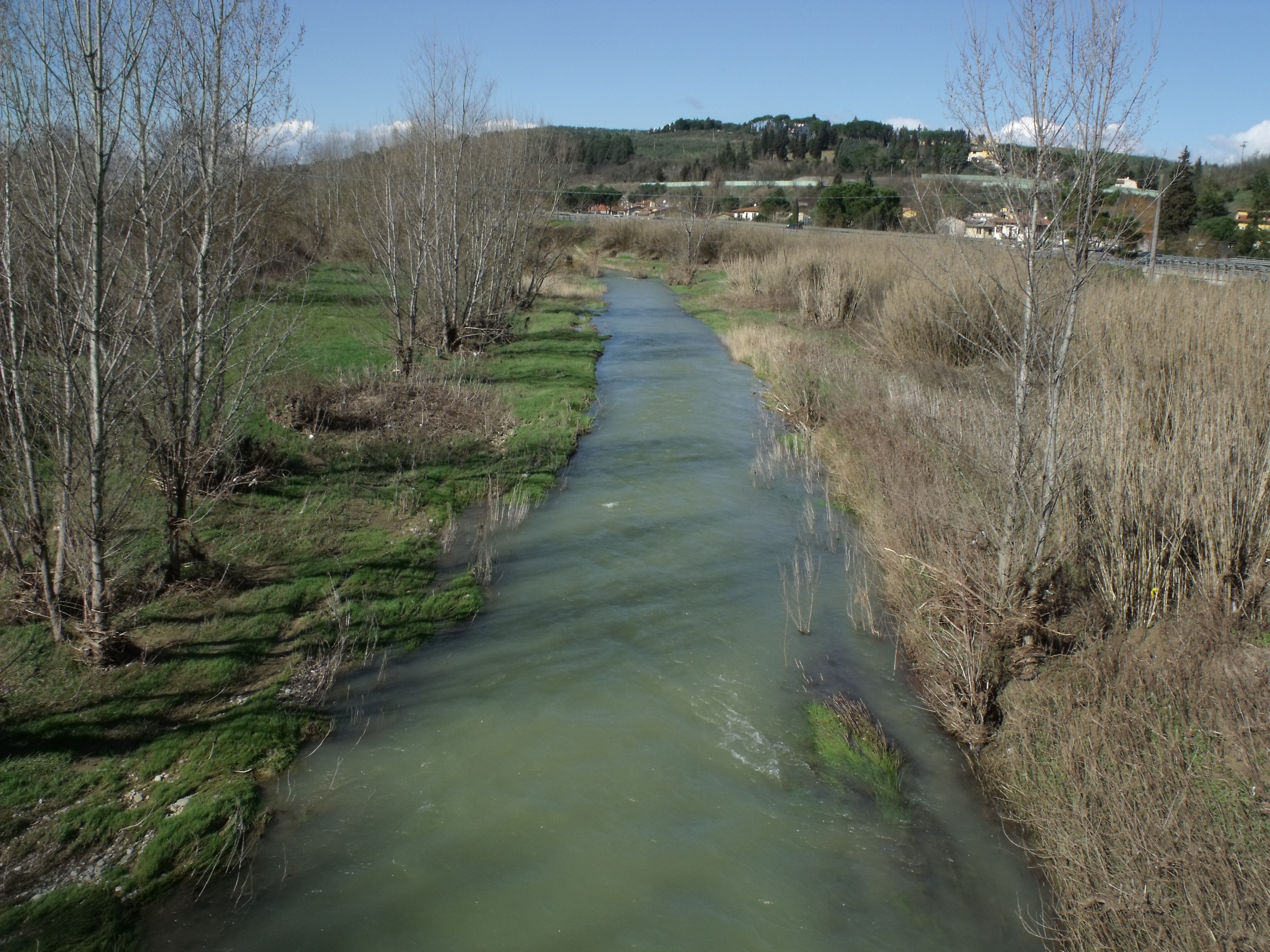
Il torrente Pesa a Ginestra Fiorentina

La Pesa è un torrente toscano lungo 53 km, affluente di sinistra del fiume Arno, che attraversa le province di Siena e Firenze.
L'altitudine media del bacino è 286 m s.l.m. Il fiume ha regime torrentizio e dagli ultimi decenni del 1900 rimane privo d'acqua nel suo tratto finale durante il periodo estivo.

## Il percorso
Nasce dalla confluenza di più rami nell'area situata tra la Badiaccia a Montemuro (675 m s.l.m.) e Badia a Coltibuono (628 m s.l.m.) a cavallo delle provincie di Siena e di Firenze. Dopo essere disceso in direzione sud-ovest fino al cosiddetto Palazzo di Radda, il fiume svolta a nord-ovest e mantiene questa direzione toccando Sambuca nel comune di Tavarnelle Val di Pesa, quindi Bargino e Cerbaia nel comune di San Casciano in Val di Pesa, San Vincenzo a Torri nel comune di Scandicci, Ginestra Fiorentina nel comune di Lastra a Signa e infine traversa l'abitato di Montelupo Fiorentino dove si getta nell'Arno.
Emanuele Repetti cita nel suo Dizionario gli storici ponti in pietra che erano situati lungo il suo corso a partire da quello ubicato nei pressi del Fosso delle Stinche proseguendo con quelli sulla via Chiantigiana all'altezza del Poggio di Monte Bernardi, con quello di Romagliano situato a Sambuca Val di Pesa sulla via Senese-Romana, il grandioso Ponte Nuovo anch'esso sulla Senese-Romana ai piedi di Tavarnelle Val di Pesa, quello di San Casciano ubicato sulla strada per San Pancrazio e infine quello di Cerbaia.
La foce del torrente a Montelupo Fiorentino nell'Arno, viene citata da Francesco Redi nel proprio sonetto XLVIII.
Il 2 febbraio 2019 presso le cantine Antinori nel Chianti Classico è stato sottoscritto il contratto di fiume del torrente Pesa.

### Affluenti

#### Lato destro (dalla sorgente alla foce)
- Fosso Balatro
- Fosso del Fagiolare
- Fosso di Bracciano
- Borro dei Mazzoli
- Fosso di Rimaggio
- Borro del Lavatoio
- Torrente Terzona
- Torrente Sugana
- Torrente Solatio
- Borro di Leona
- Borro di Ritortolo
- Borro del Grillaio
- Borro del Lago
- Rio della Tana
- Rio di Rimicchiese

#### Lato sinistro (dalla sorgente alla foce)
- Borro del Gualdaccio
- Borro Cerchiaio
- Borro di Ripoli
- Borro dell'Argenna
- Fosso dei Bossoli
- Torrente Virginio
- Torrente Turbone

### Il bacino della Pesa
Il suo bacino ricade nei comuni di: 
- Radda in Chianti (SI)
- Castellina in Chianti (SI)
- Greve in Chianti (FI)
- Tavarnelle Val di Pesa (FI)
- San Casciano in Val di Pesa (FI)
- Montespertoli (FI)
- Scandicci (FI)
- Lastra a Signa (FI)
- Montelupo Fiorentino (FI)